# La Tombe
La Tombe ist eine französische Gemeinde mit 201 Einwohnern (Stand 1. Januar 2022) im Département Seine-et-Marne der Region Île-de-France. Sie gehört zum Arrondissement Provins und zum Kanton Provins.
Die Einwohner nennen sich Tombiens.

## Geschichte
Um 772 wurde das Gebiet um La Tombe von Karl dem Großen der Abtei Faremoutiers überlassen.
Am 26. Mai 1418 wurde in La Tombe ein Friedensvertrag im Bürgerkrieg der Armagnacs und Bourguignons geschlossen.

### Bevölkerungsentwicklung
| Jahr      | 1962 | 1968 | 1975 | 1982 | 1990 | 1999 | 2007 |
| Einwohner | 158  | 160  | 154  | 172  | 194  | 222  | 226  |

## Sehenswürdigkeiten
- Kirche Saint-Laurent, erbaut im 12. Jahrhundert und 1862 umgebaut